# Tonlesapia
Tonlesapia is een geslacht van straalvinnige vissen uit de familie van de pitvissen (Callionymidae).

## Soorten
- Tonlesapia amnica Ng & Rainboth, 2011
- Tonlesapia tsukawakii Motomura & Mukai, 2006